# Stazione di Caravaggio
Stazione di Caravaggio vasútállomás Olaszországban, Lombardia régióban, Caravaggio településen.

## Vasútvonalak
Az állomást az alábbi vasútvonalak érintik:
- Treviglio–Cremona-vasútvonal

## Kapcsolódó állomások
A vasútállomáshoz az alábbi állomások vannak a legközelebb:
- Stazione di Capralba (Treviglio–Cremona-vasútvonal, dél)
- Stazione di Treviglio (1878–, Treviglio–Cremona-vasútvonal, északnyugat)
- Treviglio railway station (–1878, Treviglio–Cremona-vasútvonal)